# El Platanal, Tejupilco
El Platanal är en ort i kommunen Tejupilco i delstaten Mexiko i Mexiko. Samhället hade 438 invånare vid folkräkningen 2020.